# Александер Печ
Александер Печ (енгл. Alexander McCarrell Patch, 1889-1945) био је генерал САД у Другом светском рату.

## Служба
У Другом светском рату од 1942. командовао је америчким трупама на Новој Каледонији, а потом почетком 1943. командовао је америчким снагама у завршним операцијама на Гвадалканалу. У 1944. командовао је америчком 7. армијом, која се искрцала у јужну Француску. С њом је продро на север до Рајне, затим у успешном садејству са америчком 3. армијом прешао Рајну, пробио се кроз Зигфридову линију и допро преко јужне Немачке у Аустрију.